# Ferrocarriles de Moscú

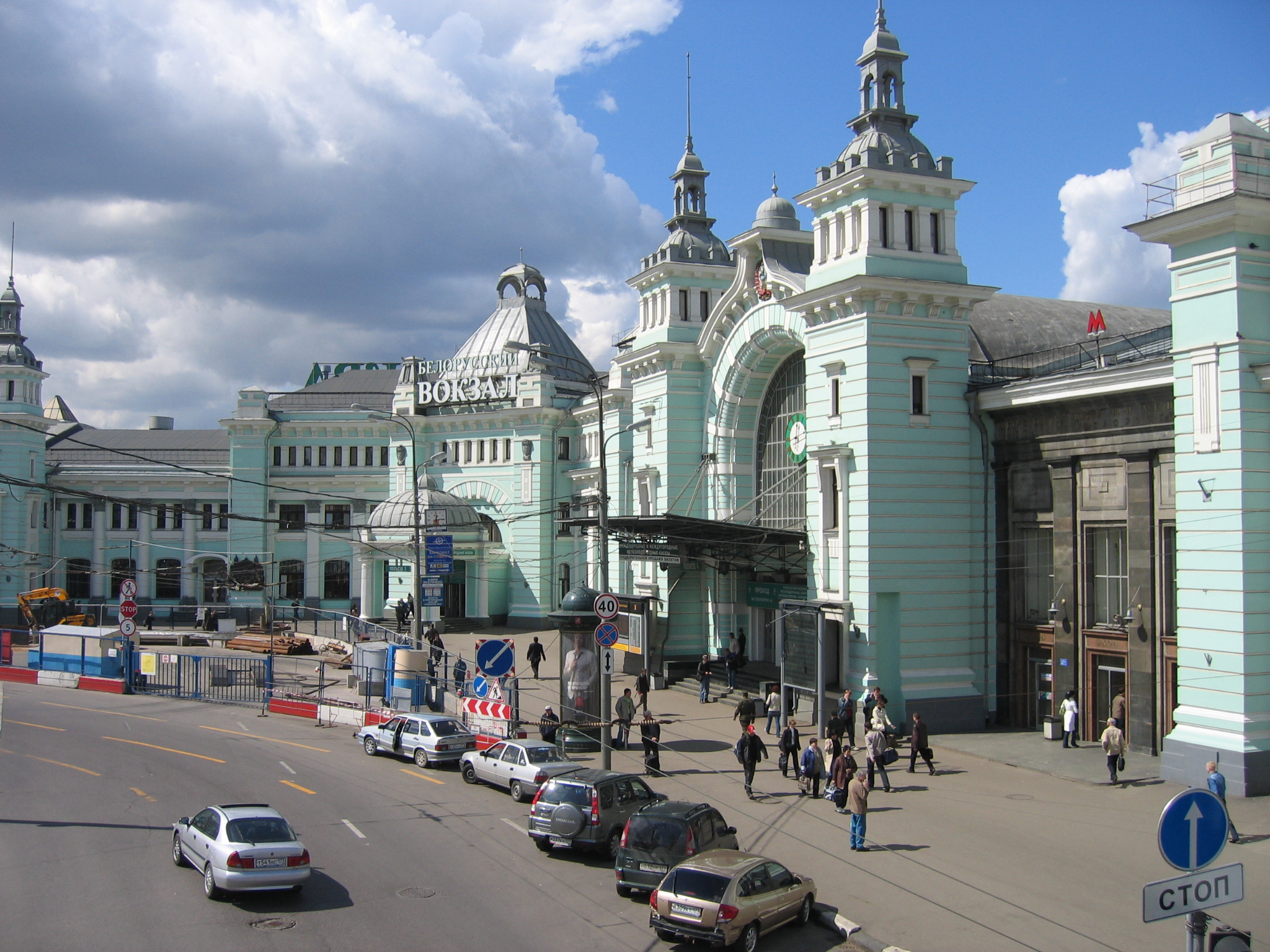
Estación férrea de Belorusskiy de Moscú.

Ferrocarriles de Moscú (MZhD) (Московская железная дорога en ruso: transl.: Moskovskaya Zheleznaya Doroga) es la red ferroviaria de los Ferrocarriles Rusos que presta servicio a Moscú y la región. La sede central se encuentra situada en la Plaza Komsomolskaya, donde trabajan aproximadamente 73 600 empleados.[cita requerida]
El servicio férreo se extiende por parte de Rusia Central (a excepción de San Petersburgo, cuya región tiene enlace con Oktyabrskaya). Las líneas conectan los óblasti de Smolensk, Vladimir, Ryazan, Tula, Kaluga, Oryol, Lipetsk y Kursk a través de 8984 km.